# Szusica vára
Szusica egy középkori vár volt Horvátországban, a Kapronca-Kőrös megyei Szentgyörgyvár város határában.

## Fekvése
A vár az egykori Szent János templommal együtt Szentgyörgyvár városától délnyugatra abban az útkereszteződésben állt, ahol az út egyrészt Mičetinacba, másrészt Čepelovacba vezet. Közelebbről, az útkereszteződés északi oldalán állt. Mindkét utat töltésre építették, melyektől a várhelyet ma is egy széles árok választja el.

## Története
A Szusica, vagy Szosica név származását nem könnyű meghatározni. A Zsumberki-hegységben is van egy Sošice nevű település. Sabljar szerint az elnevezés egy olyan építmény elnevezéséből ered, amit fákból, vagy cölöpökből építettek, illetve a védelméül csak egy palánk szolgált. Az itteni Szusicát, az 1334-ben Ivan goricai főesperes által írt statutumban is megemlítették „Eccl. s. Joannis de Susicha” alakban. Ez a várral rendelkező település található 1341-ben Ivan szamobori várnagynak és Guda nevű fivérének a birtokában is. 1425-ben „Zwsycha cum leco veteris castri” alakban említik meg. A várbirtok határainak megjárása alkalmával, megemlítik Jakab szusicai várnagy fia Istvánt is. Ezután pedig az 1501-es plébániai összeírásban találkozhatunk e település plébániájának említésével „Plebanisa de Zwsycza” formában.

## Leírása
A várnak mára felszíni nyoma nem maradt, pedig még az 1940-es években is láttak itt egy mintegy 100 cm vastag, 15. századi téglából épített falsarkot és meglehetősen sok, hasonló korú cserépmaradványt is találtak itt. Az 1972-es esztendőben már csak néhány téglára és kevés cserépdarabra leltek itt, a többi maradvány addigra eltűnt. 1964-ben egy szentgyörgyvári újságíró, Andrija Turković egy temetőt vett észre itt néhány csontmaradvánnyal, de a telek tulajdonosa egy kőből faragott szarkofágra, de lehet, hogy csak egy feliratos kőlapra is rátalált, amit aztán Turković lefényképezett. Ez alapján bizonyos, hogy a kőlap római eredetű volt.